# Heleșteele de la Moftinu Mic
Heleșteele de la Moftinu Mic, alcătuiesc o arie de protecție specială avifaunistică de interes național, ce corespunde categoriei a IV-a (rezervație naturală de tip avifaunistic), situată în județul Satu Mare, pe teritoriul administrativ al comunei Moftin, satul Moftinu Mic.
Rezervația naturală are o suprafață de 125,12 ha, și reprezintă o arie cu luciu de apă (105,06 ha), împrejmuit de plante hidrofile, stuf și papură, unde cuibăresc specii de păsări migratoare, unele ocrotite prin lege, dintre care: egretă (Egretta garzetta), stârcul cenușiu (Ardea cinerea), rațe (rațe roșii și rațe cu cap castaniu), buhai de baltă (Botaurus stellaris), lopătar (Platalea leucorodia), etc.